# Valerian Gracias
Valerian Gracias (Karachi, 23 ottobre 1900 – Bombay, 11 settembre 1978) è stato un cardinale e arcivescovo cattolico indiano, creato cardinale da papa Pio XII.

## Biografia
La sua famiglia era originaria di Goa. Studiò a Karachi, quindi al seminario di Mangalore, poi a quello di Kandy in Sri Lanka, dove ottenne il dottorato in teologia e infine a Roma, alla Pontificia Università Gregoriana. Fu ordinato presbitero il 3 ottobre 1926 a Kandy. Inizialmente prestò il suo ministero a Bandra. Dal 1929 al 1937 fu segretario dell'arcivescovo di Bombay Joachim Lima e cancelliere arcivescovile.
Dal 1937 al 1946 continuò la sua attività nell'arcidiocesi di Bombay, dedicandosi particolarmente ad alcuni giornali cattolici. Il 16 maggio 1946 fu eletto vescovo titolare di Tenneso e vescovo ausiliare di Bombay. Fu consacrato vescovo il 29 giugno dello stesso anno da Thomas Roberts, arcivescovo di Bombay.
Il 4 dicembre 1950 fu promosso arcivescovo di Bombay. Quattro giorni dopo, l'8 dicembre, presenziò a Roma alla proclamazione del dogma dell'Assunzione della Beata Vergine Maria. Papa Pio XII lo elevò al rango di cardinale nel concistoro del 12 gennaio 1953: fu il primo cardinale indiano. Il 15 gennaio dello stesso anno ricevette il titolo di Santa Maria in Via Lata, diaconia elevata a titolo pro hac vice.
Fu presidente della Conferenza episcopale indiana dal 1954 al 1972. Partecipò al conclave del 1958 che elesse papa Giovanni XXIII e al conclave del 1963 che elesse papa Paolo VI. Fece parte anche della Pontificia commissione per il controllo della popolazione e delle nascite.
Già malato di cancro non poté partecipare al conclave dell'agosto 1978. Morì a Bombay e fu sepolto nella cattedrale della stessa città.

## Genealogia episcopale e successione apostolica
La genealogia episcopale è:
- Cardinale Scipione Rebiba
- Cardinale Giulio Antonio Santori
- Cardinale Girolamo Bernerio, O.P.
- Arcivescovo Galeazzo Sanvitale
- Cardinale Ludovico Ludovisi
- Cardinale Luigi Caetani
- Cardinale Ulderico Carpegna
- Cardinale Paluzzo Paluzzi Altieri degli Albertoni
- Cardinale Gaspare Carpegna
- Cardinale Fabrizio Paolucci
- Cardinale Francesco Barberini
- Cardinale Annibale Albani
- Cardinale Federico Marcello Lante Montefeltro della Rovere
- Vescovo Charles Walmesley, O.S.B.
- Vescovo William Gibson
- Vescovo John Douglass
- Vescovo William Poynter
- Vescovo Thomas Penswick
- Vescovo John Briggs
- Arcivescovo William Bernard Ullathorne, O.S.B.
- Cardinale Henry Edward Manning
- Cardinale Herbert Vaughan
- Cardinale Francis Alphonsus Bourne
- Arcivescovo Richard Downey
- Arcivescovo Thomas Roberts, S.I.
- Cardinale Valerian Gracias

La successione apostolica è:
- Vescovo Michael Rodrigues (1953)
- Vescovo Longinus Gabriel Pereira (1955)
- Arcivescovo Dominic Romuald Basil Athaide, O.F.M.Cap. (1956)
- Vescovo John Burke (1959)
- Arcivescovo Angelo Innocent Fernandes (1959)
- Arcivescovo Hubert D'Rosario, S.D.B. (1964)
- Vescovo Ignatius Salvador D'Souza (1966)
- Vescovo Winnibald Joseph Menezes (1968)
- Vescovo Patrick Paul D'Souza (1970)
- Vescovo Joseph Robert Rodericks, S.I. (1971)
- Cardinale Simon Ignatius Pimenta (1971)
- Vescovo Valerian D'Souza (1977)
- Vescovo Dominic Joseph Abreo (1978)